# Ossuaire
Ne doit pas être confondu avec Nécropole.

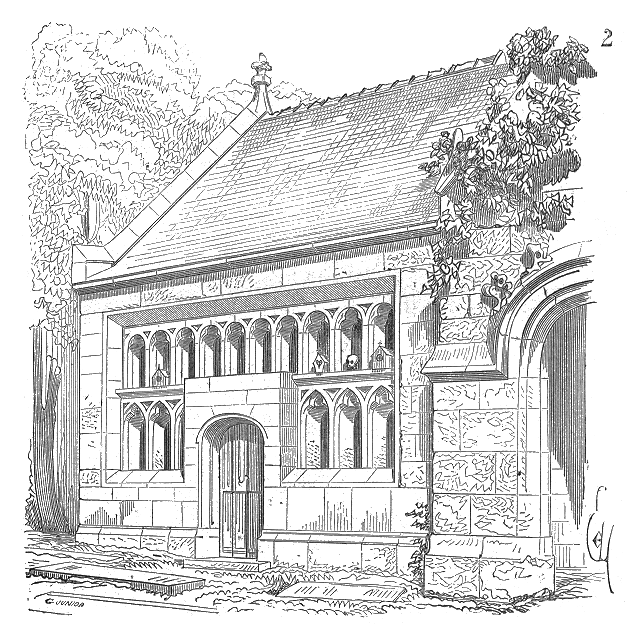
Illustration de l'ossuaire du Faouët, Morbihan, d'après Viollet-le-Duc.

Un ossuaire est un récipient (coffre, urne, reliquaire), une construction, ou tout autre site (caveau funéraire, catacombes) destiné à accueillir des ossements humains.

## Histoire

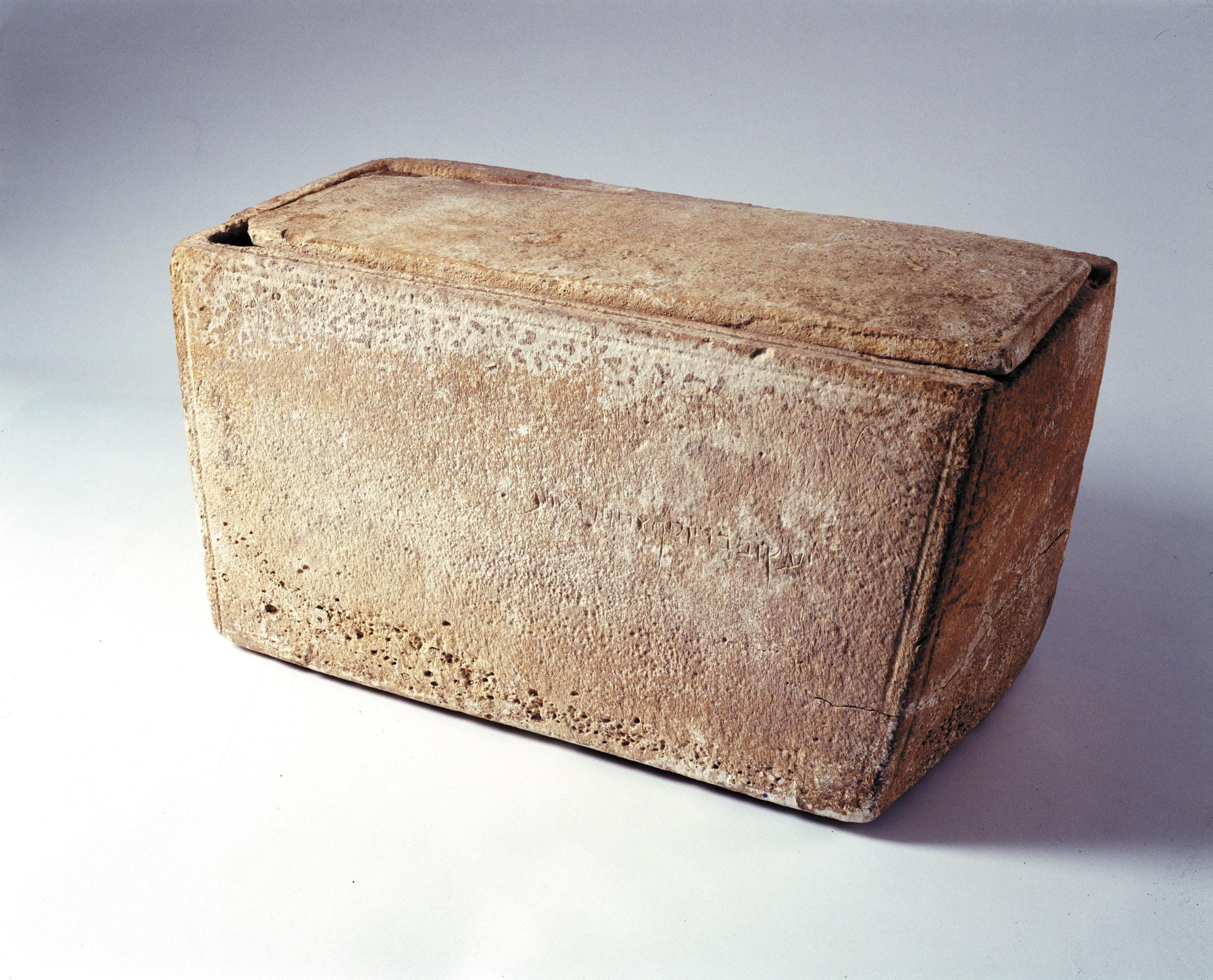
Ossuaire de Silwan.

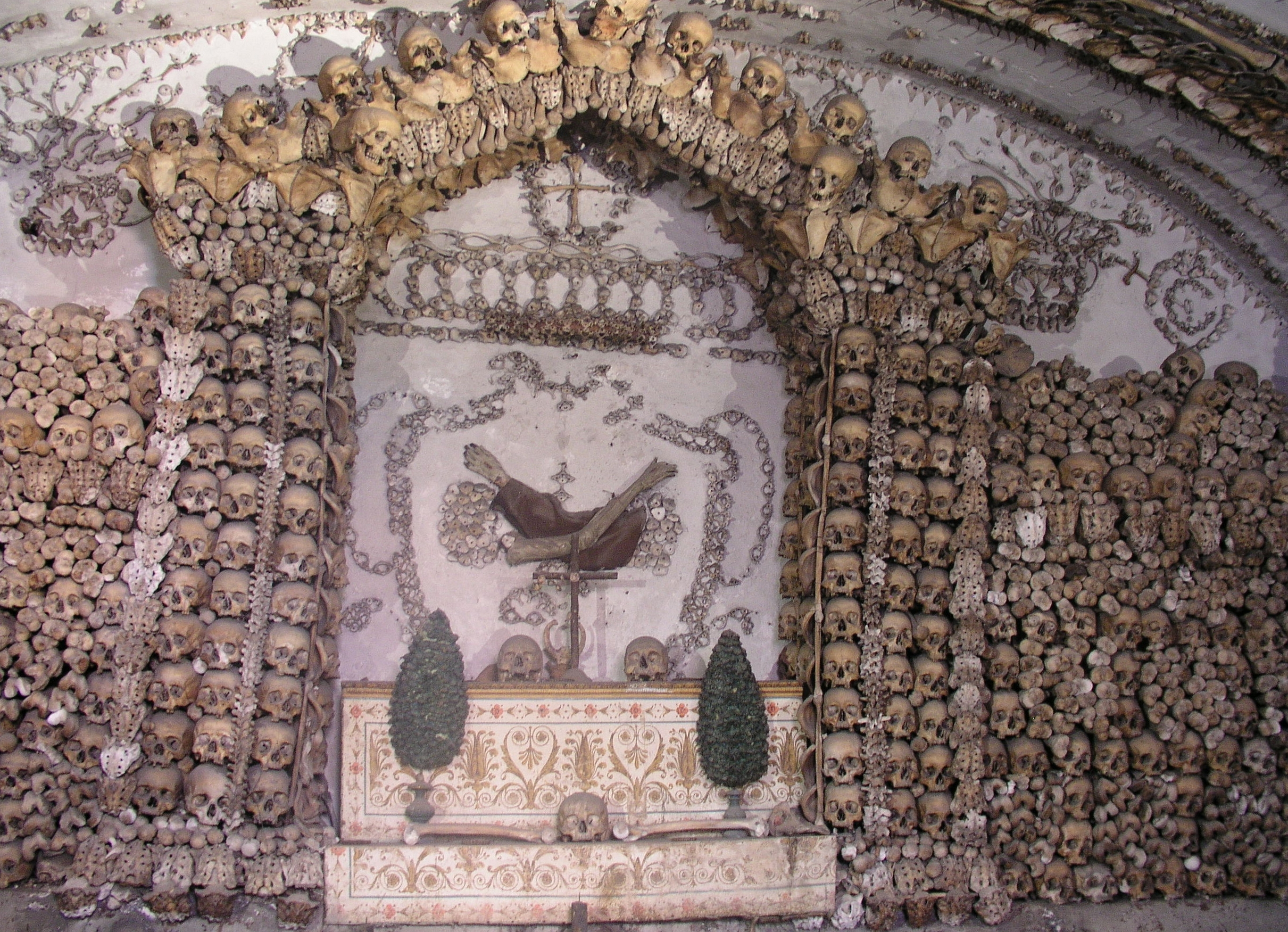
Chapelle d'os dans laquelle sont réalisées des figures ornementales grâce aux capacités décoratives des ossements, témoin de l'expression exacerbée du macabre à l'âge baroque (crypte des Capucins à Rome).

Durant l'Antiquité, en Judée, il existe un rite funéraire juif de l’ossilegium, inhumation secondaire qui consiste à regrouper les os du mort. Au cours de l'inhumation primaire du cadavre dans un loculus, Kokh ou arcosolium de la chambre funéraire, le corps est laissé en décomposition pendant environ un an afin de récupérer un squelette nu. Lors de l'inhumation secondaire, la famille du défunt regroupe ses os qui sont jetés en vrac dans des fosses collectives mais, à partir des années 20 à 15 av. J.-C., l'usage se répand en Judée de rassembler ces restes dans un ossuaire, coffret parallélépipédique (de la taille de l'os le plus grand du corps, le fémur) souvent en calcaire, parfois monté sur de petits pieds et fermé par des couvercles de formes variées (plat, bombé, à glissière, à double pente). Le nom du défunt et de ses apparentés peut être gravé ou entaillé sur flanc de ces coffrets dont les plus communs mesurent 50 centimètres sur 30, c'est-à-dire assez longs pour contenir les fémurs et assez larges pour les crânes. Ces ossuaires placés le long des parois de la salle funéraire ou dans des kokhim sont parfois ornés de motifs géométriques (triangles, losanges, torsades, chapelets, zigzags, étoiles, etc.), floraux (palmiers, oliviers, rosettes) et architecturaux (colonnes, frontons, chapiteaux) et inscrits aux noms des défunts.

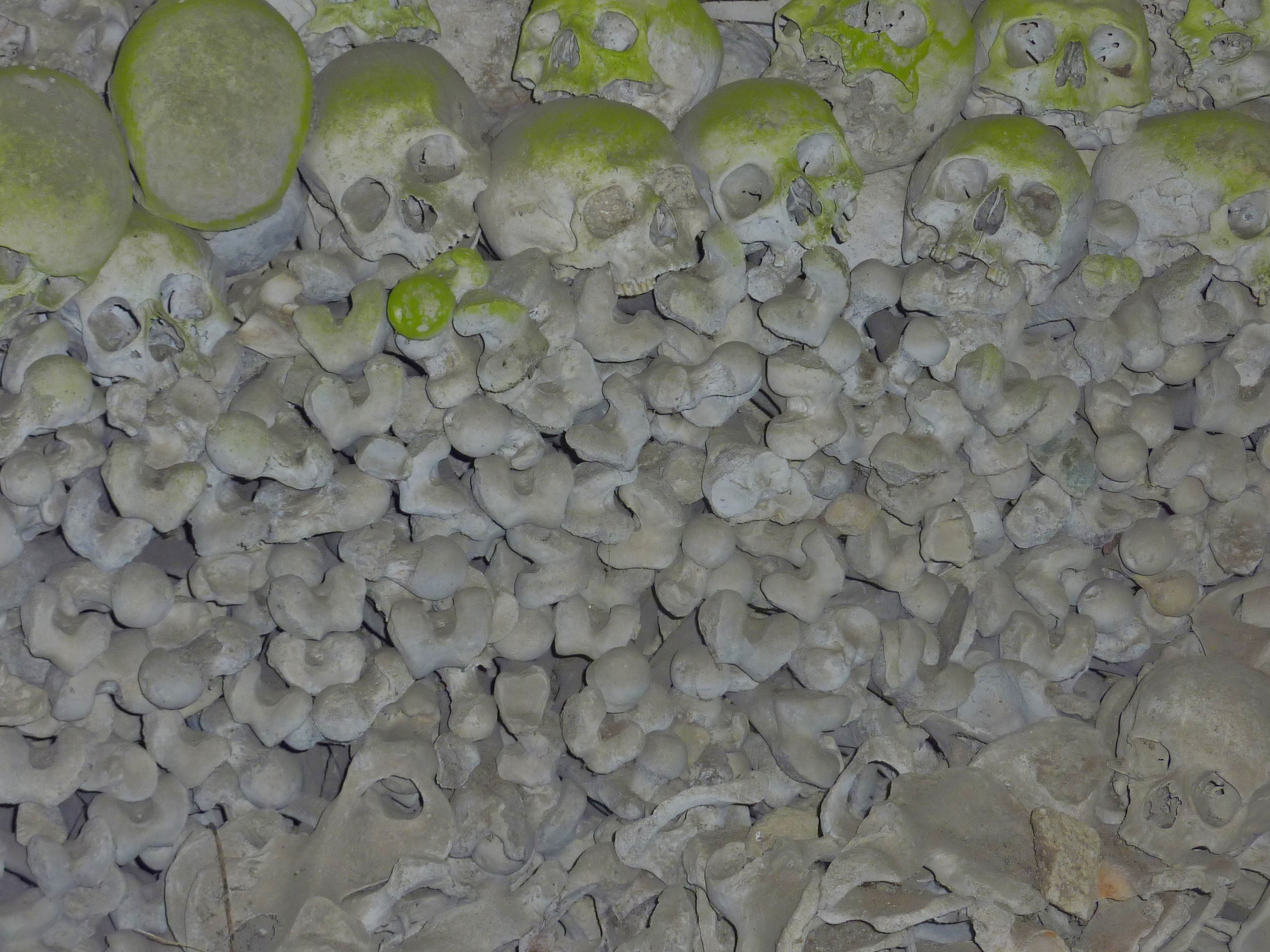
Ossements dans l'ossuaire de Trégornan.

Au cours du Moyen Âge, l'inhumation la plus courante étant en fosse commune (la pratique des tombes individuelles ne s'est généralisée que dans la première moitié du XVIIIe siècle), ces fosses pleines étaient régulièrement vidées dans les charniers qui étaient les combles de galeries souterraines qui entouraient le cimetière. Ces charniers faisaient office de pourrissoir où l’on entassait en vrac les ossements plus ou moins décharnés avant qu'ils ne soient empilés dans des ossuaires. L'ossuaire plein, le sacristain-fossoyeur procédait au transfert des reliques dans une fosse commune, lors de secondes funérailles auxquelles la communauté entière était conviée.
Dans les enclos paroissiaux, l'ossuaire semble avoir été une nécessité imposée par l'exiguïté du champ des morts. Il est généralement construit en face du calvaire dans l'extrémité ouest de l'enclos, comme celui réservé au reliquaire attaché à l'ouest du porche méridional.
En Bretagne « la chapelle ossuaire, ou chapelle reliquaire, assurait la double fonction de reposoir pour ossements et de véritable chapelle vouée au culte. L'enfilade des étroites baies de façade (jusqu'à douze), établie à hauteur d'appui, permettait aux fidèles de voir les boîtes à chef alignées sur les étagères plaquées au mur extérieur ».
Dans les cimetières d'Europe, on trouve des ossuaires sous la forme de petites chapelles, destinées à recevoir les ossements que l'on a exhumés des tombes dont la concession a expiré, lorsque la place vient à manquer pour inhumer de nouveaux défunts. Plusieurs types sont observés : mur ossuaire de cimetière ; ossuaire intégré, qui fait corps avec l'église ; ossuaire d'attache, construit souvent en appentis, accolé contre un mur de l'église ; bâtiment indépendant, d'un coût plus onéreux. Aux XVIIIe et XIXe siècles, on construit encore des ossuaires en Bretagne, mais ils ne présentent plus aucun caractère monumental,.

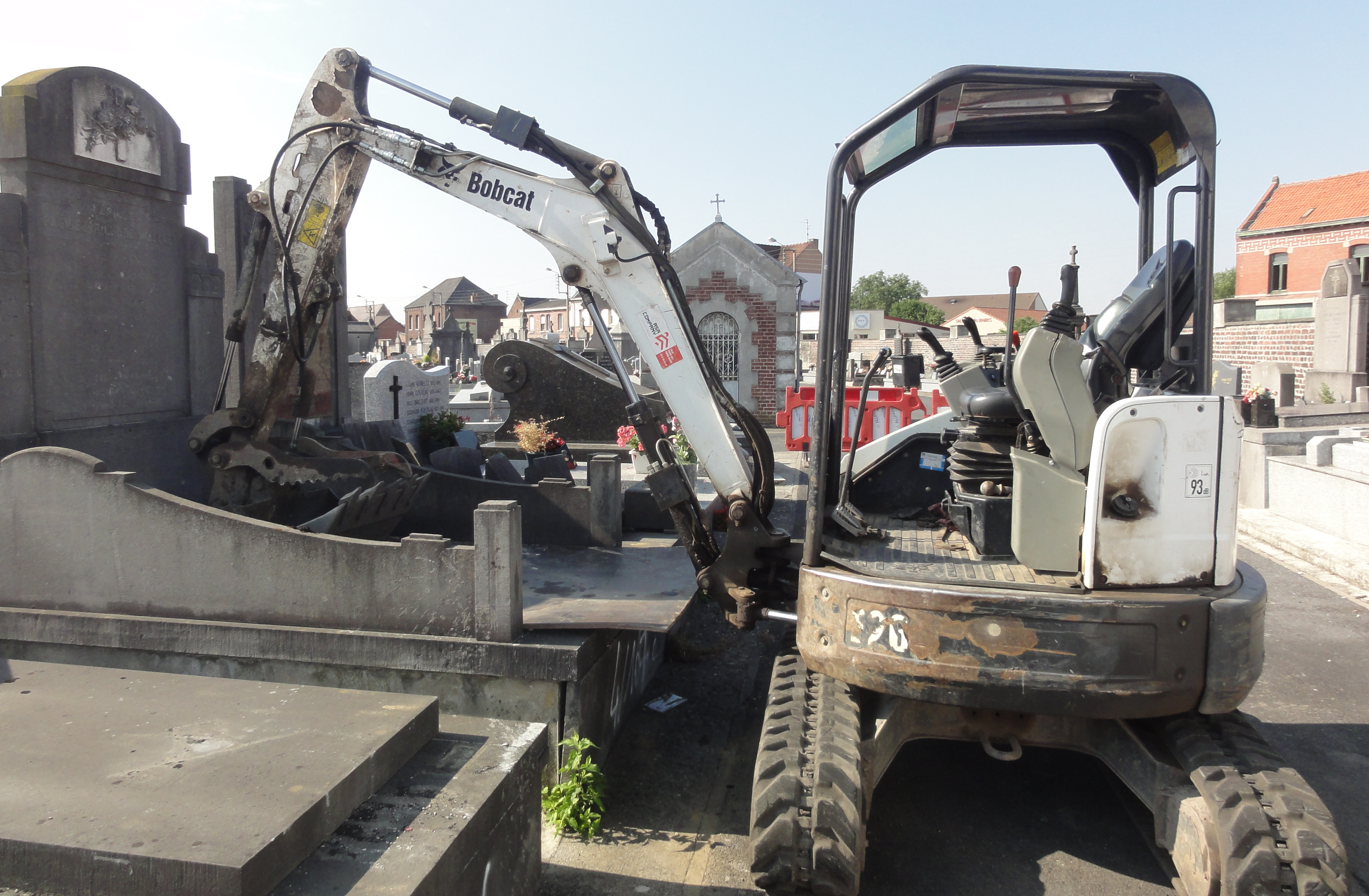
Ossuaire en cours de remplissage dans le cimetière de Somain.

Gustave Flaubert évoque l'ossuaire de Quiberon en 1847 :

« Autour de cet ossuaire où cet amas d'ossements ressemble à un fouillis (...) est rangée à hauteur d'homme une série de petites boîtes en bois de six pouces carrés, chacune recouverte d'un toit, surmontée d'une croix et percée sur sa face extérieure d'un cœur à jour qui laisse voir à l'intérieur une tête de mort. Au-dessus du cœur, on lit en lettres peintes ; « Ici est le chef de ***, décédé tel an, tel jour ». (...) Il y a quelques années, on voulut abolir cette coutume : une émeute se fit, elle resta. »

Pol Potier de Courcy décrit les rites du jubilé des Morts le jour de la Fête des morts en 1865 :

« À La Roche-Maurice, le jour du jubilé des Morts, une immense affluence se presse dans l'église, puis se rue aux abords du reliquaire [ossuaire], bientôt dévasté : alors commence une scène d'une étrange et lugubre poésie. Chaque fidèle s'empare d'un fragment de squelette ; hommes et femmes, vieillards et jeunes filles, joignent sur les ossements leurs mains crispées et suivent à pas lents le recteur, qui tient lui-même dans ses mains la tête d'un mort. Ainsi la procession fait le tour du cimetière, au son du glas et des chants funèbres entrecoupés par les gémissements de la multitude. »

L'ossuaire de Lanrivain, qui date du XVe siècle, est, avec celui de Trégornan, l'un des derniers ossuaires bretons à conserver encore les ossements des morts. La quasi-totalité des ossuaires ont été vidés de leurs reliques dans le courant du XIXe siècle ou du XXe siècle.
L'ossuaire dans les cimetières actuels désigne une construction, un caveau désaffecté ou une vieille tombe dans lesquels sont réunis les ossements exhumés d'un cimetière pour faire de la place.
Vers le milieu du XIXe siècle des ossuaires désaffectés servirent d'école, par exemple à Brasparts, Goulven, Henvic, Pleyben, Plobannalec, Ploujean, Plounévez-Lochrist, Roscoff, Saint-Servais, Sizun.

## Ossuaires militaires
Lors des deux guerres mondiales de nombreux soldats tombés ne purent être enterrés en tombes individuelles. Le temps manquait souvent pour relever les corps et les identifier. Ils ont été regroupés dans des tombes temporaires, puis dans les cimetières militaires où les non identifiés reposent dans des ossuaires.
Quand le nombre de corps était très important, de grand ossuaires furent bâtis : Ossuaire de Douaumont, ossuaire de Navarin…

## Galerie

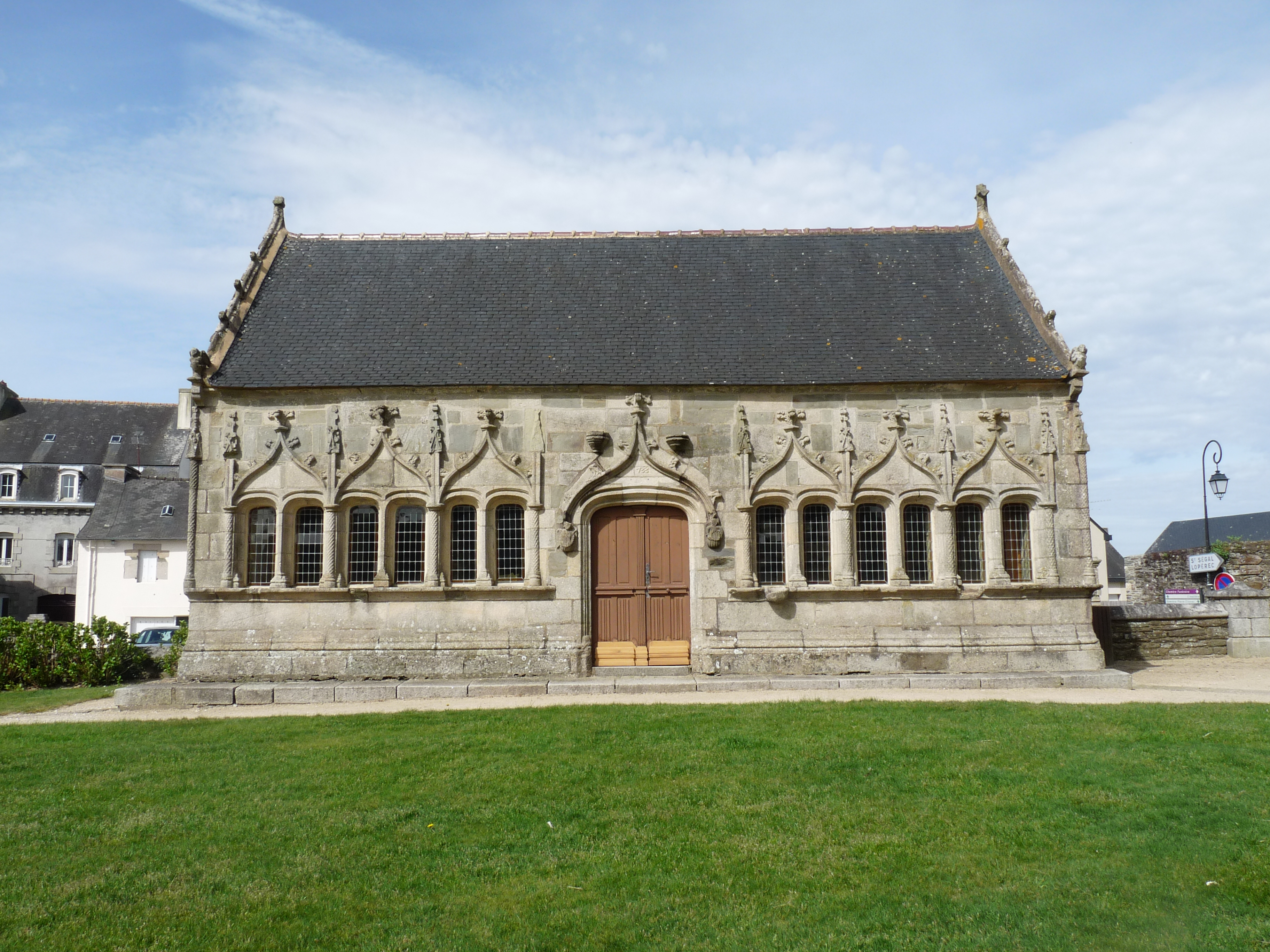
La façade de l'ossuaire de Pleyben.
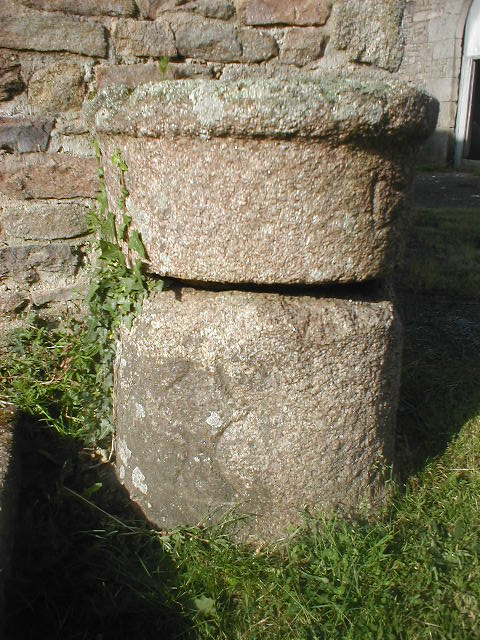
Un ossuaire gallo-romain, à Guern, Bretagne.
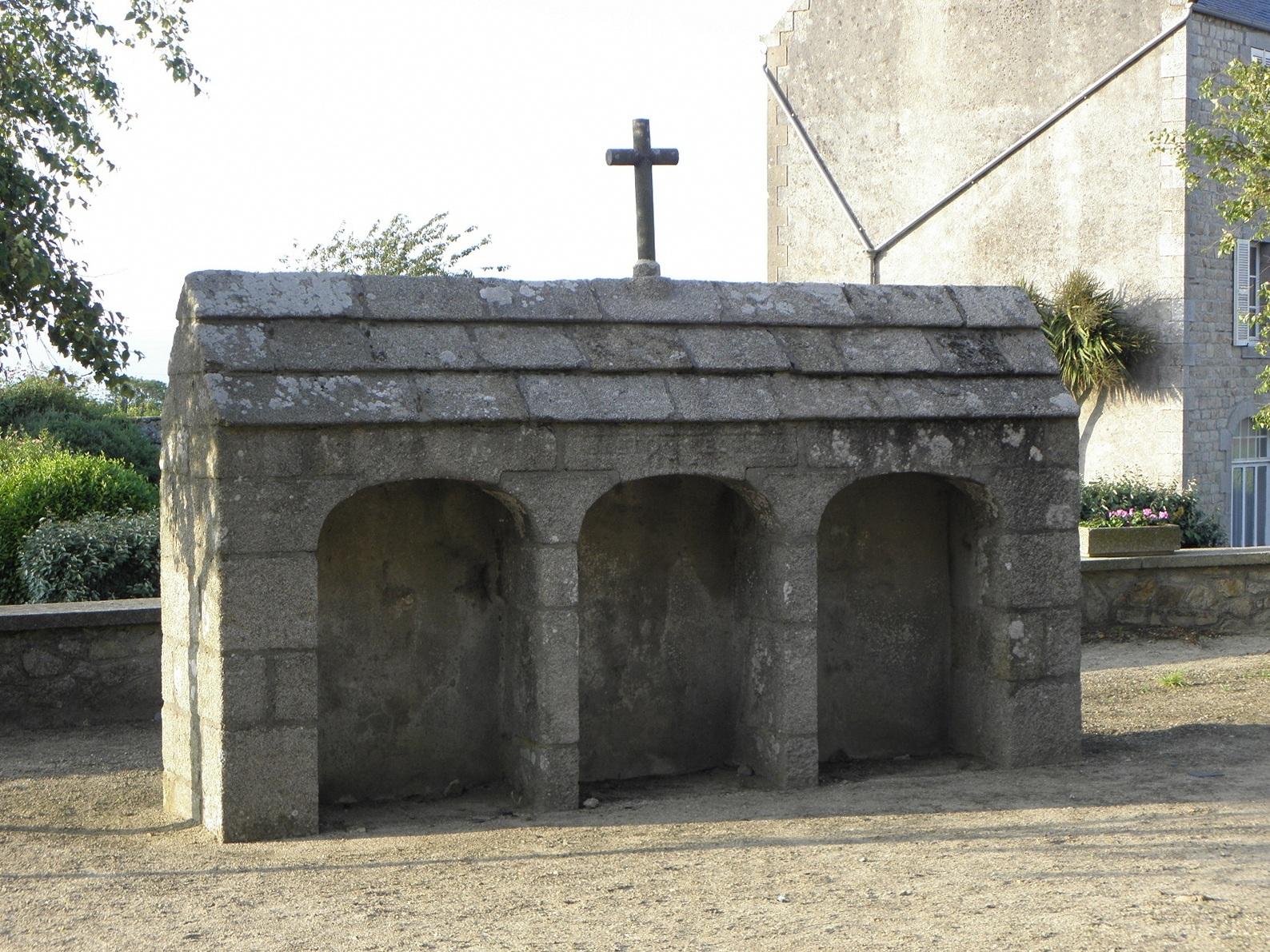
Mur ossuaire de Sibiril, Bretagne.
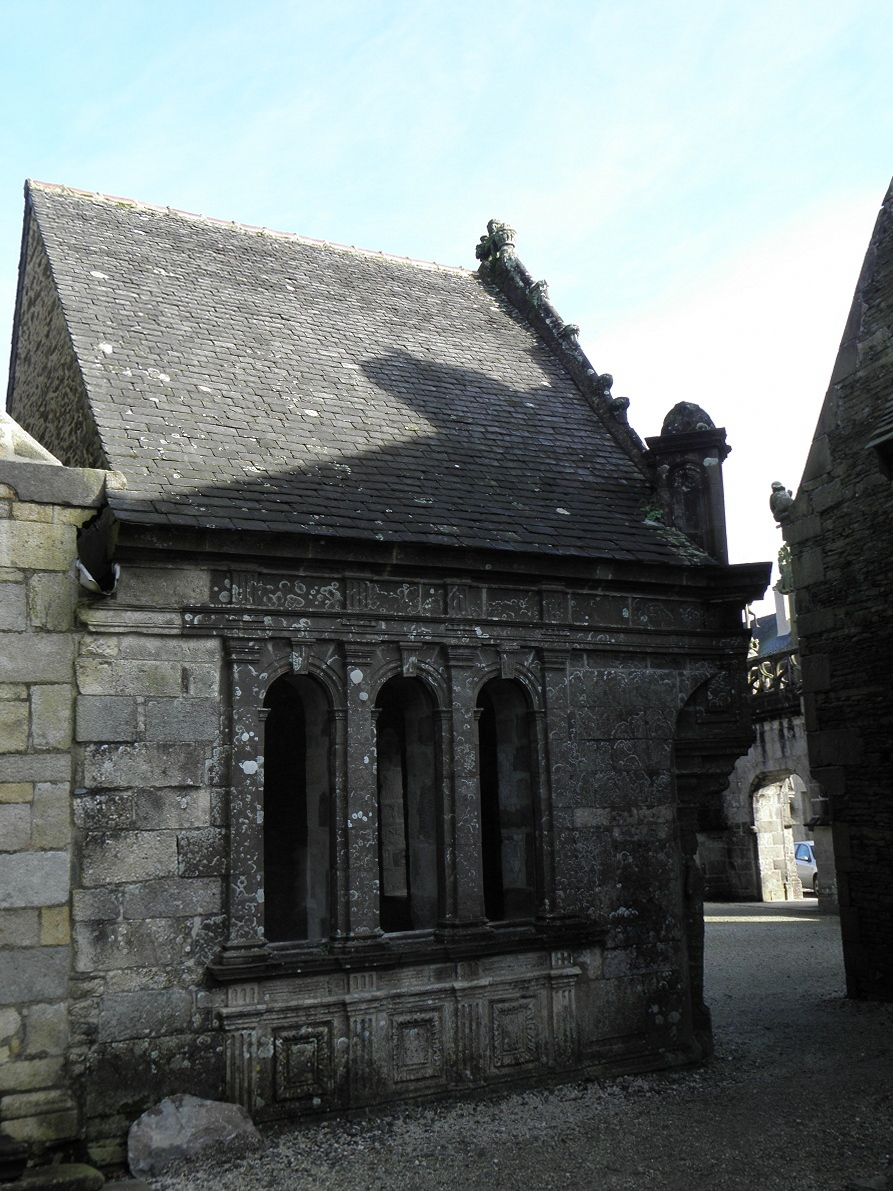
Ossuaire d'attache[16] à trois arcades, La Martyre, Bretagne.
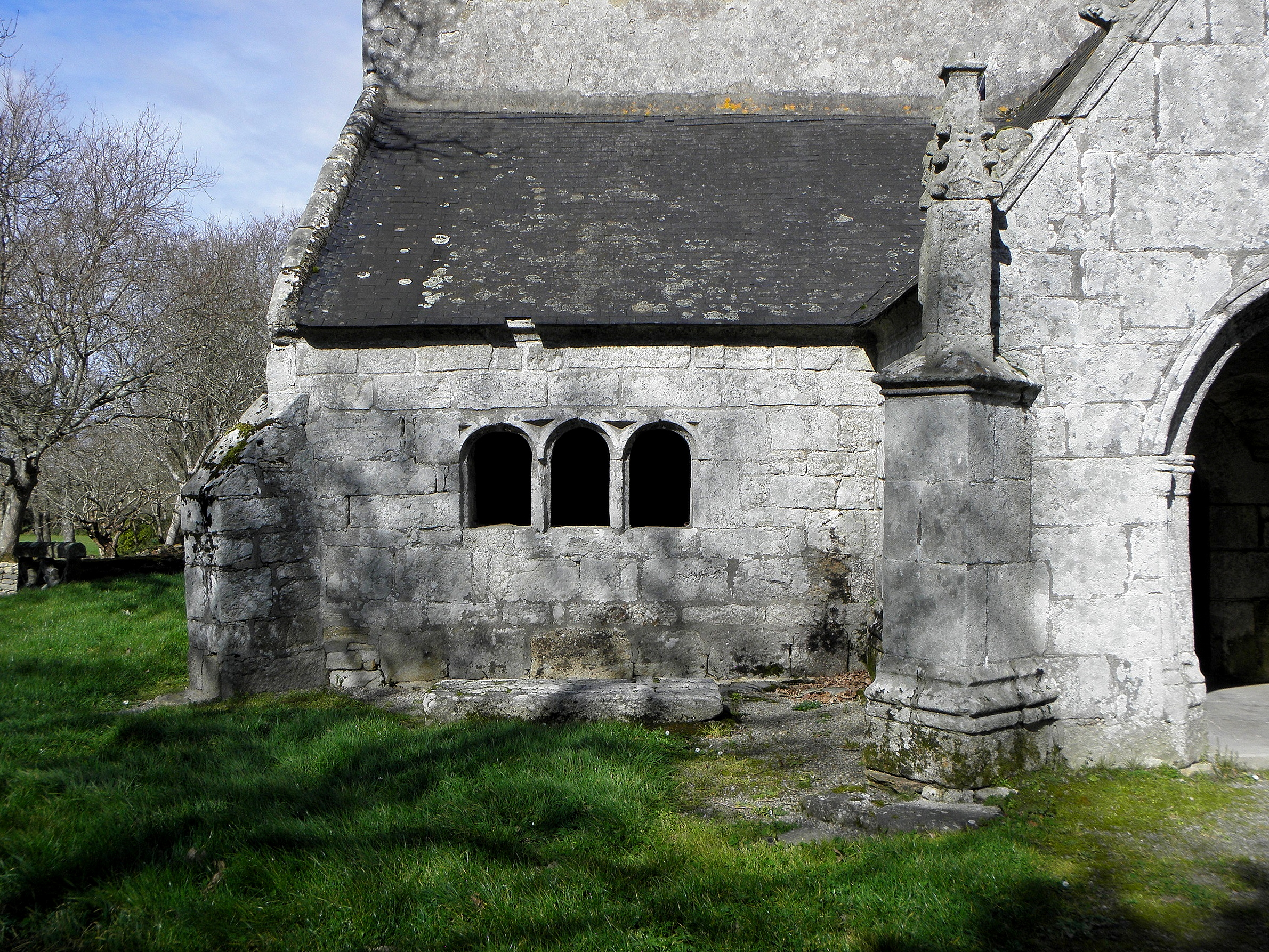
Ossuaire intégré de la chapelle de Perguet.
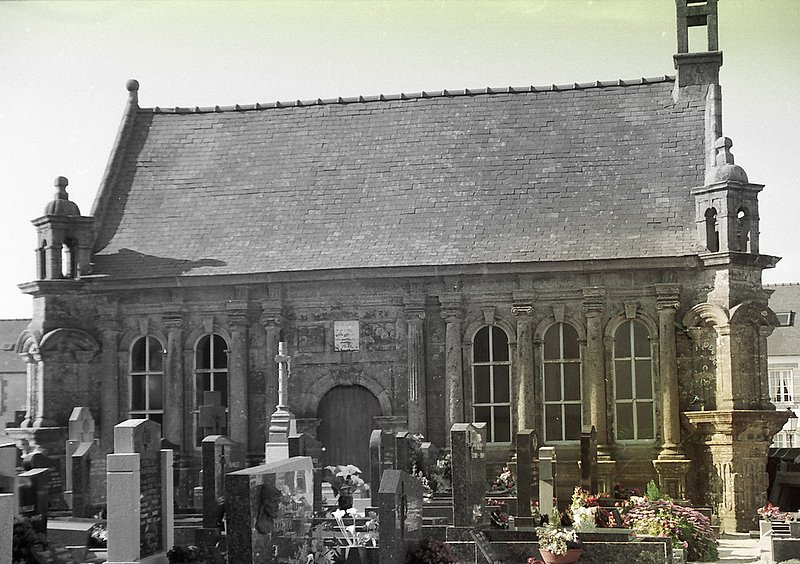
Ossuaire indépendant de style classique, église Saint-Hervé de Lanhouarneau.
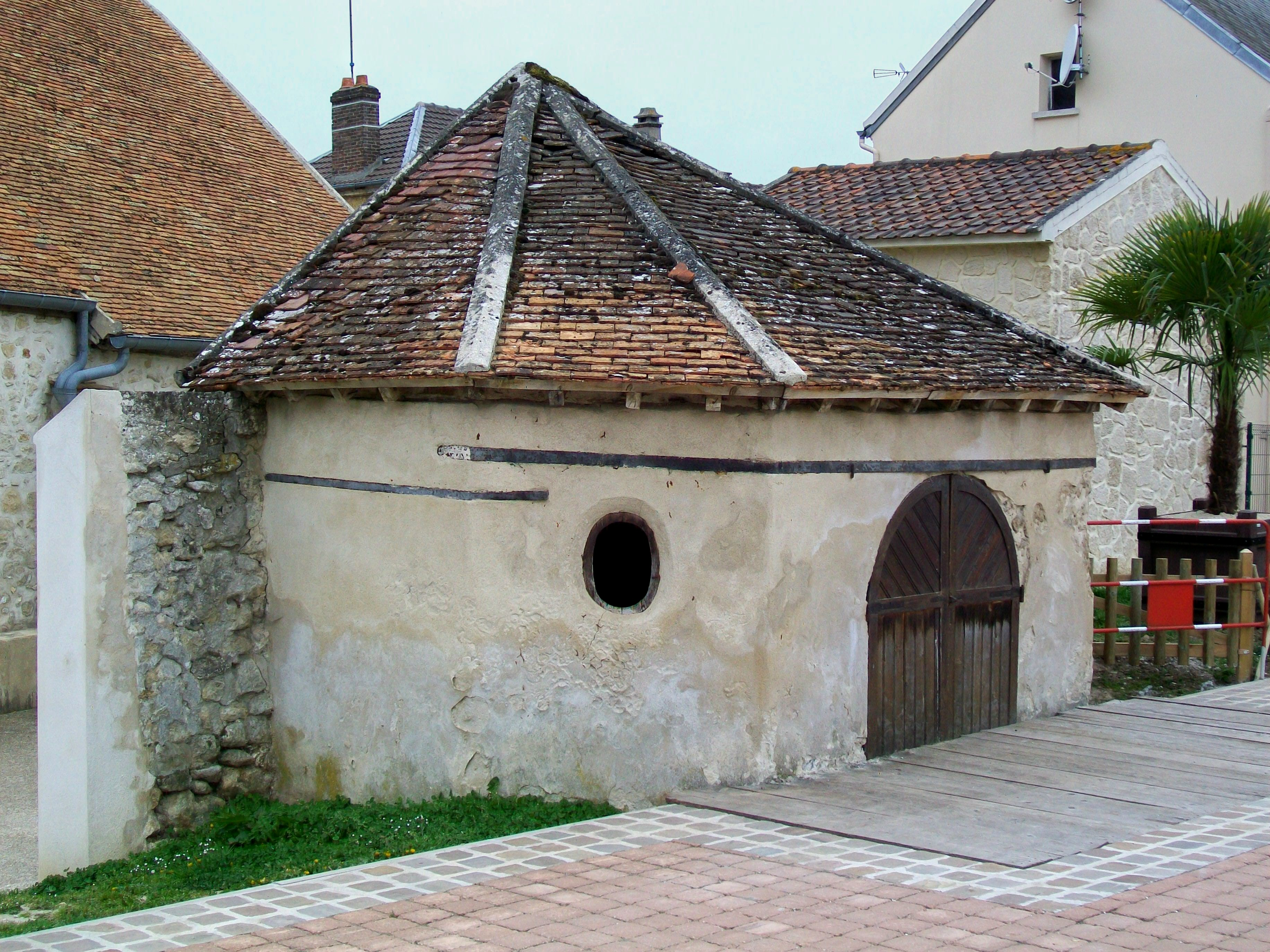
Ossuaire à Chaumontel, Val-d'Oise, France.
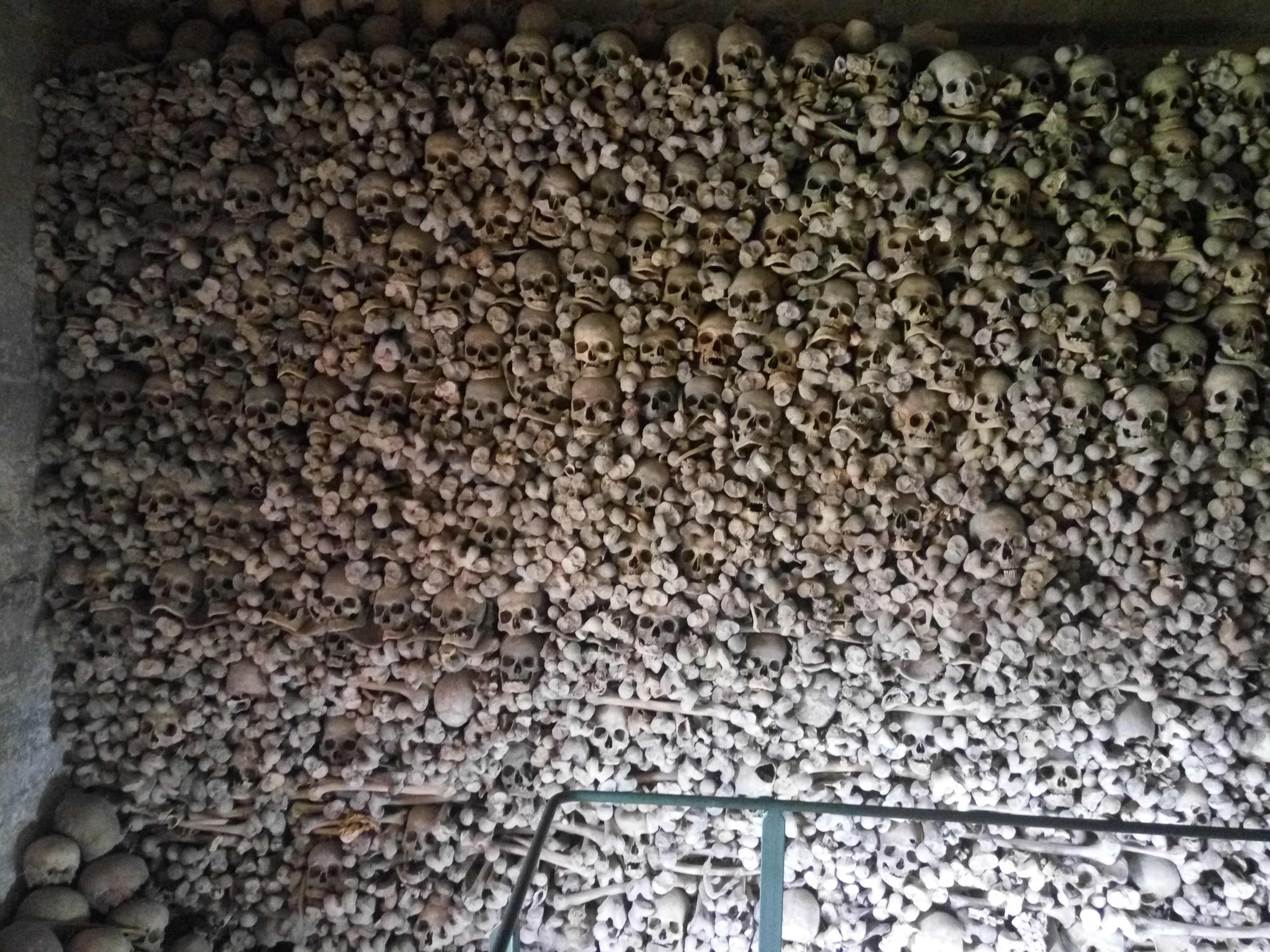
Ossuaire de l'église de Sainte-Marie de Wamba, Province de Valladolid, Espagne.
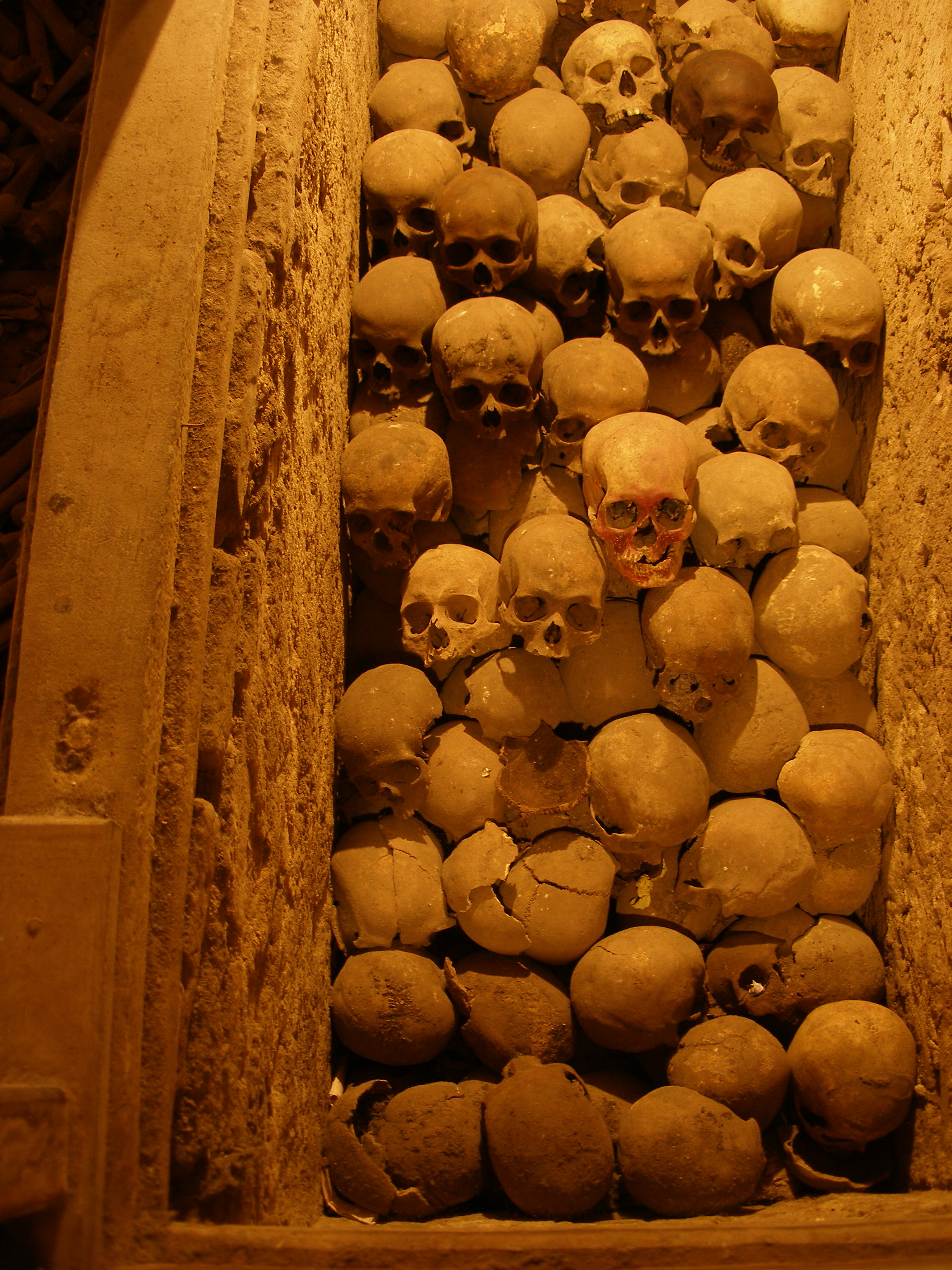
Ossuaire des catacombes de la basilique Saint-François-d'Assise de Lima, Pérou.
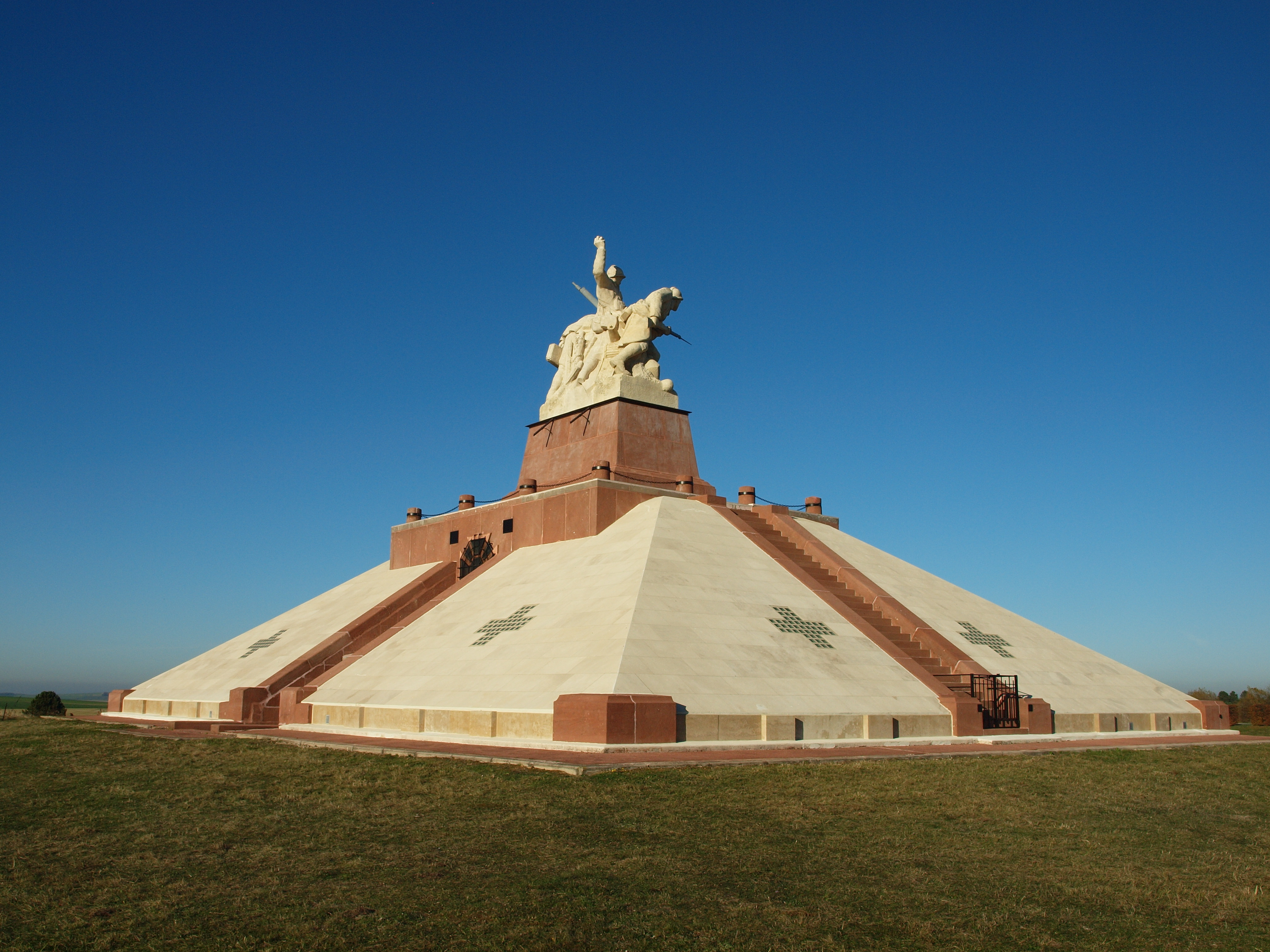
Ossuaire de Navarin, Marne.
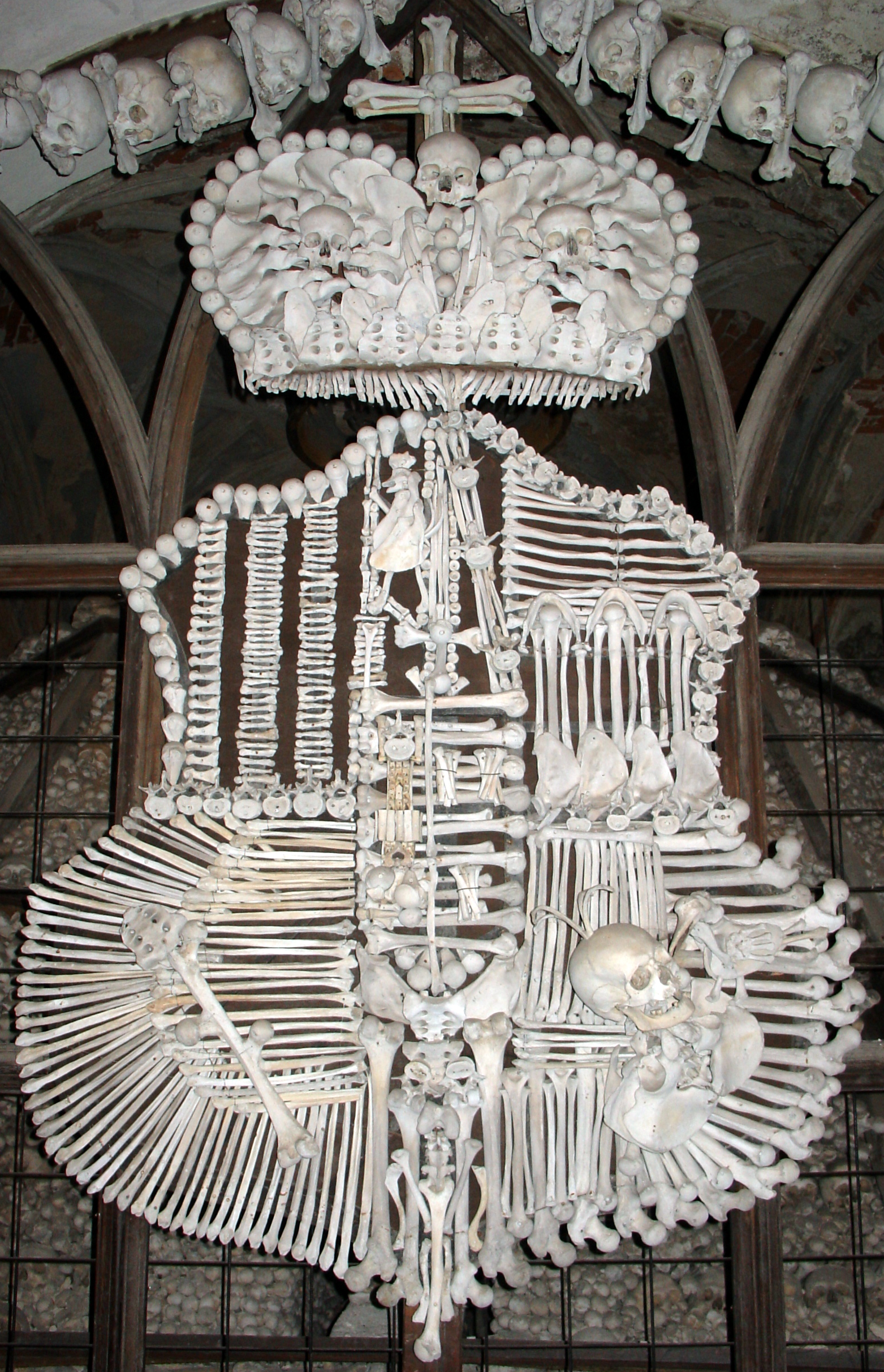
Ossuaire de Sedlec en Tchéquie.